# Rozszczepkowate
Rozszczepkowate (Schizophyllaceae Quél.) – rodzina grzybów znajdująca się w rzędzie pieczarkowców (Agaricales).

## Charakterystyka
Grzyby o owocniku miseczkowatym lub bokiem przyrośniętym do podłoża. Hymenofor w postaci blaszek lub rurek, czasami także niemal zupełnie gładki.

## Systematyka
Pozycja w klasyfikacji według Index Fungorum: Agaricales, Agaricomycetidae, Agaricomycetes, Agaricomycotina, Basidiomycota, Fungi.
Według CABI databases bazującego na Dictionary of the Fungi do rodziny Schizophyllaceae należą rodzaje:
- Porodisculus Murrill 1907
- Schizophyllum Fr. 1815 – rozszczepka

Polskie nazwy na podstawie pracy Władysława Wojewody z 2003 r.